# Joschija

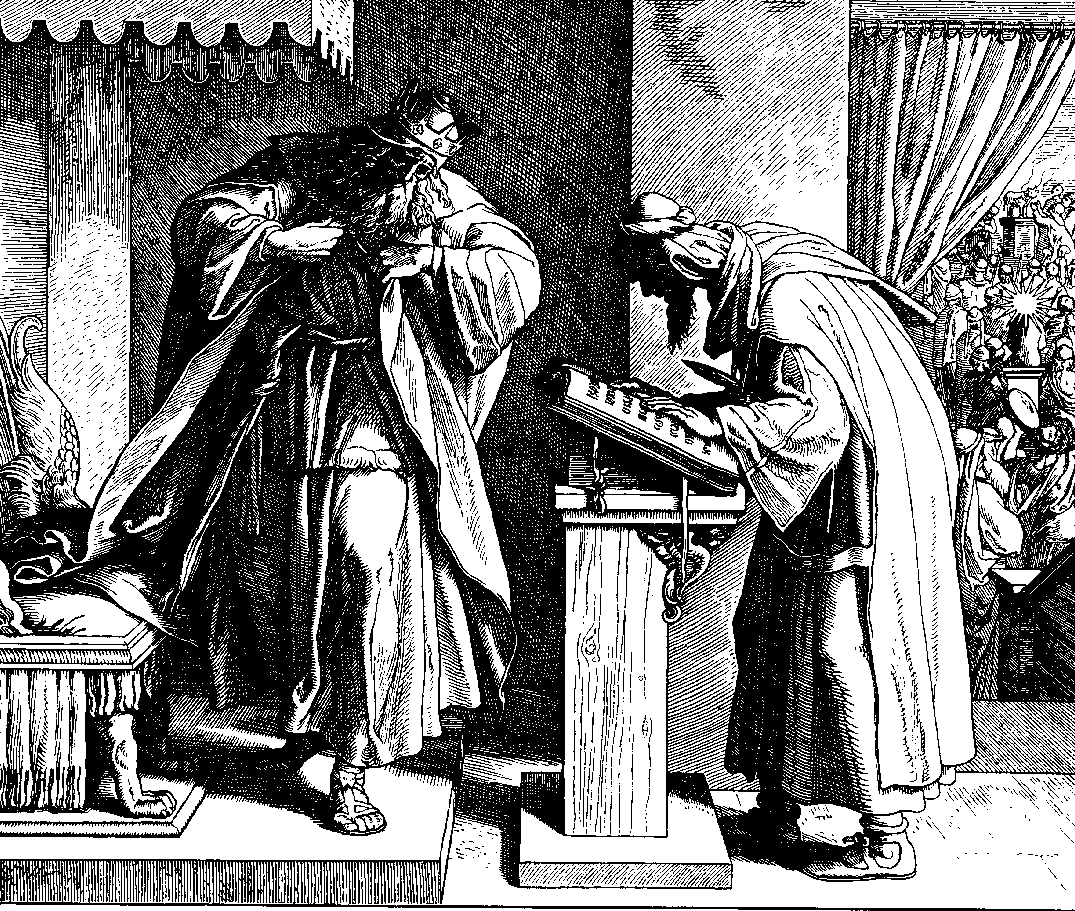
König Josia von Julius Schnorr von Carolsfeld.

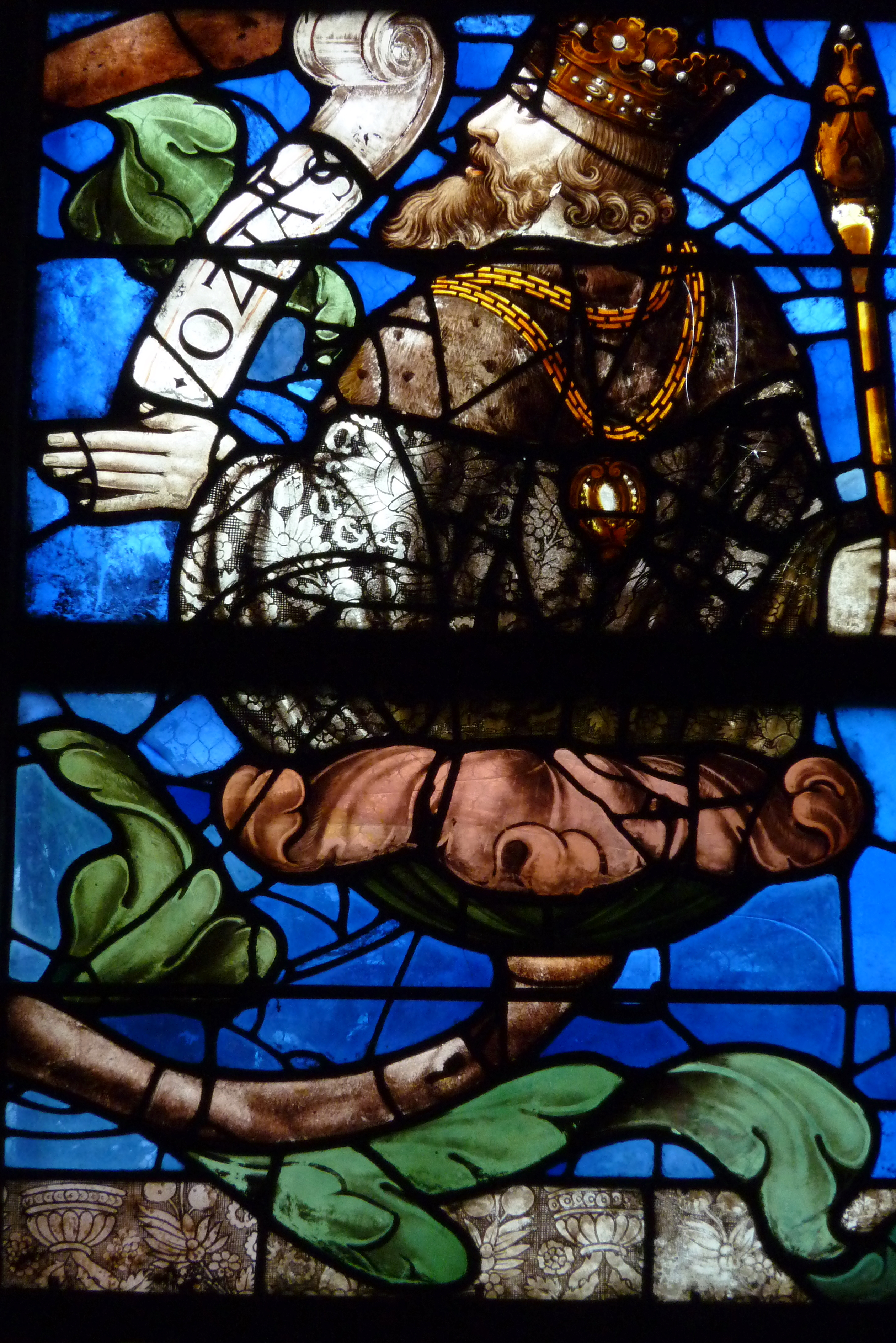
König Josia im Wurzel-Jesse-Fenster von St-Martin in Groslay

Joschija oder Josia (auch Josias; hebräisch יֹאשִׁיָּהוּ Jôšijjā́hû; griechisch Ἰωσίας Iōsías; * um 647; † 609 v. Chr.) war von 640 bis 609 v. Chr. König des Reiches Juda (Südreich) aus der Dynastie der Davididen in der Königszeit Israels. Nach der Ermordung seines Vaters Amon wurde er im Alter von nur acht Jahren König. Seine Söhne Joahas, Jojakim und Zedekia (Mattanja) folgten ihm später auf den Thron.

## Etymologie
Der hebräische Name Joschija erscheint im MT hauptsächlich als יֹאשִׁיָּהוּ jo’šîjāhû. Daneben existieren die Varianten יאוֹשִׁיָּהוּ j’ôšîjāhû (Jer 27,1 ) und יאוֹשִׁיָּה jo’šîjāh (Sach 6,10 ). Es handelt sich in allen drei Fällen um Satznamen, deren Bedeutung abgesehen vom verschiedenen theophoren Element gleich ist. Das Subjekt (יָהוּ jāhû oder יָה jāh) ist JHWH. Das Prädikat geht wohl auf die im MT nicht belegte Wurzel אשׁה ’šh zurück, deren Bedeutung im Arabischen „heilen“ ist (und nicht auf die Wurzel אושׁ ’wš „schenken“). Deshalb ist die Bedeutung des Namens „JHWH heilt“.

## Biblische Überlieferung
Bereits in 1 Kön 13,2  wird Joschija namentlich erwähnt. Die dortige prophetische Ankündigung – ausgesprochen zur Zeit von König Rehabeam dreihundert Jahre zuvor – ist Teil einer umfassenden redaktionellen Gestaltung der Königsgeschichte. Die Joschija-Erzählung selbst hebt hervor, dass er sehr genau nach dem jüdischen Gesetz lebte, den Monotheismus förderte und die Verehrung anderer Gottheiten radikal ablehnte (2 Kön 22-23  und 2 Chr 34-35 ). Er reformierte den jüdischen Gottesdienst im Jerusalemer Tempel und führte das Pessachfest wieder ein. Das Gesetzbuch, das bei der Renovierung des Tempels gefunden wurde (2 Kön 22,8 ) wird in der Tradition mit dem 5. Buch Mose gleichgesetzt.
Politisch nutzte Joschija eine Periode der Schwäche der Großmächte Ägypten und Assyrien, um die Macht Jerusalems und Judas auf die Stadtstaaten des Nordens auszudehnen. Er vertrat eine Politik der nationalen Einigung der Stämme, darunter auch fremder eingewanderter bzw. von den Assyrern deportierter Volksgruppen, zu einem einheitlichen Staat Juda unter der Führung Jerusalems.
In seiner Zeit begann die Sammlung und Redaktion der biblischen Schriften zu einem Gesamtwerk der Geschichte Israels unter der religiösen Führung des Jerusalemer Allgottes JHWH, die vor allem durch den Propheten Jeremia befördert und intensiviert wurde. Lokale Kulte und Götter wurden in ihrer Bedeutung zurückgedrängt. Diese Redaktion der Bibel wurde nach historisch-kritischer Sichtweise erst im babylonischen Exil vollendet.
Von anhaltender Bedeutung der joschijanischen Kultreform war der Versuch, einen bildlosen JHWH als einzig erlaubten Gegenstand der Verehrung zu etablieren und die Verehrung anderer Götter oder Mächte in sichtbarer Form zu verhindern. So ließ er etwa die Höhenheiligtümer (hebräisch במה bamah, Plural במות bamot) zerstören. Langfristigen Erfolg hatten die Reformer anscheinend nicht, wofür zahlreiche Götterfiguren sprechen, die überwiegend mit der Göttin Astarte identifiziert werden und in Privathäusern aus dem 7. Jahrhundert v. Chr. gefunden worden sind. Auch die biblische Darstellung berichtet, dass die auf Joschija folgenden Könige taten, „was JHWH missfiel“, also die Kultreform nach seinem Tod wieder rückgängig machten.

## Historizität
Die Frage, welcher Grad von Historizität der biblischen Darstellung zukommt, ist Gegenstand einer komplexen, keineswegs abgeschlossenen wissenschaftlichen Diskussion. Zumeist wird zwischen zwei Teilen unterschieden (einem „Fundbericht“ und einem „Bundbericht“), die zu 2. Kön 22 und 23 zusammengesetzt und überdies erweitert worden sind. In der Regel wird auch angenommen, dass es unter König Joschija tatsächlich zu Reformmaßnahmen kam, wobei als deren Grundbestand die „Reinigung“ des Tempels und die Einschränkung des legitimen Kultes auf JHWH und Jerusalem gelten.
In ihrer heute vorliegenden Form ist die Erzählung jedenfalls stark von religionspolitischen Interessen der oder des Verfassers geprägt. Andererseits lässt sich nachweisen, dass sie ältere Überlieferungen aufnimmt und verarbeitet. Beide Aspekte, die Aufnahme vorhandenen Materials und dessen Neuprägung aus aktuellem Interesse, verleihen der Joschija-Erzählung im ganzen „eine erstrangige Bedeutung als historische Quelle für die Rekonstruktion der Religionsgeschichte Judas in der späten Königszeit“.

## Tod des Joschija
Im Jahr 612 v. Chr. wurde die assyrische Hauptstadt Ninive vom babylonischen König Nabopolassar erobert. Joschija nutzte die assyrische Schwäche und eroberte einige Teile des ehemaligen Nordstaates Israels. Ägypten sah bereits seit längerer Zeit, ähnlich wie Joschija, in einem erstarkenden neubabylonischen Reich eine Gefahr. Psammetichs Nachfolger Necho II. unterstützte daher in zwei Feldzügen den assyrischen König Aššur-uballiṭ II. Nach dem Verlust von Harran im ersten Feldzug und dem damit verbundenen Rückzug an den Euphrat nutzte Necho II. eine Kampfpause und stellte seinerseits in Ägypten ein größeres Heer zusammen.
Im Juni des Jahres 609 v. Chr. brach der Pharao erneut in Richtung des Euphrats auf. Joschija wollte mit seiner Armee in der Nähe von Megiddo Necho II. wohl am Durchzug hindern, da der König von Juda nicht gewillt war, als Vasall unter ägyptischer Oberhoheit zu fungieren. Die Ebene bei Megiddo war seit jeher der Austragungsort verschiedener militärischer Auseinandersetzungen; so führte beispielsweise auch Thutmosis III. dort die Schlacht bei Megiddo. Ob es zwischen den Armeen von Necho II. und Joschija zu einem Kampf kam, bleibt unklar.
Das 2. Buch der Könige berichtet teilweise fehlerhaft nur über den Tod Joschijas. Die näheren Umstände bleiben dabei unerwähnt:

„In seinen Tagen unternahm der Pharao Necho, der König von Ägypten, einen Kriegszug gegen den König von Aššur an den Euphrat. König Joschija stellte sich ihm entgegen. Doch der Pharao tötete ihn bei Megiddo, sobald er ihn sah.“

Joschija wurde nach seinem Tod von den Seinen von der Ebene bei Megiddo nach Jerusalem gebracht und dort begraben. Die Version einer militärischen Auseinandersetzung fand erst durch Ergänzung eines Redaktors Eingang in das 2. Buch der Chronik. Joschija starb nach dem 2. Buch der Chronik nicht bei Megiddo, sondern erlag seinen Verletzungen in Jerusalem. Als Nachfolger bestieg Joahas den Thron.
Einige Autoren verbinden mit Joschija das Wirken des Propheten Jeremias, des von Gott berufenen Völkerpropheten. Im apokryphen Buch Jesus Sirach gilt er als das Idealbild eines jüdischen Königs.